# Mostostal Zabrze
Mostostal Zabrze ist ein polnisches Bauunternehmen mit Sitz in Gliwice. Die Tätigkeiten der Unternehmensgruppe umfassen die Herstellung von baulichen Anlagen und Industrieanlagen, die Herstellung von Stahl- und Maschinenkonstruktionen, die Lieferung und Montage von Rohrleitungen, mechanischen Installationen sowie die Montage von technologischen Geräten. Das Unternehmen ist seit 1994 an der Warschauer Wertpapierbörse notiert.
Das Unternehmen baute zu Beginn der 1970er Jahre den 1991 eingestürzten Sendemast Radio Warschau in Konstantynów, der bis zur Eröffnung des Burj Khalifa 2010 das höchste Bauwerk der Erde war.

## Geschichte
Am 28. Mai 1945 wurde das staatliche Unternehmen Przedsiębiorstwo Budowy Mostów i Konstrukcji Stalowych „Mostostal“ zum Wiederaufbau von Brücken und anderen Stahlkonstruktionen in Krakau gegründet. 1946 wurde das Unternehmen nach Zabrze verlegt und 1951 in ein Zentralamt für Stahlkonstruktionen umgewandelt. Weiterhin wurden weitere Unternehmen mit dem Namen Mostostal in verschiedenen Großstädten gegründet, darunter Mostostal in Zabrze.
1991 gründete Mostostal in Zabrze sechs Gesellschaften mit beschränkter Haftung als Montage- und Produktionsunternehmen vor Ort mit überwiegend privatem Kapital. Am 1. November 1992 wurde das Unternehmen privatisiert und unter dem Namen Mostostal Zabrze Holding S.A. registriert. Am 5. Oktober 1994 wurden die ersten Aktien an der Warschauer Börse notiert. Ebenso wurde das Unternehmen im Ausland aktiv und unterhält seitdem in Deutschland eine Niederlassung in Lüdenscheid.
1998 erwarb das Unternehmen eine Mehrheitsbeteiligung an Gliwickie Przedsiębiorstwo Budownictwa Przemysłowego S.A. Im Jahr 2001 wurde das Unternehmen Przedsiębiorstwo Robót Inżynieryjnych S.A. übernommen. Von 2002 bis 2004 verschlechterte sich die finanzielle Leistungsfähigkeit des Unternehmens derart, dass ein Insolvenzantrag vor Gericht mit der Option, eine Vereinbarung mit den Gläubigern zu treffen, gestellt wurde. 2006 wurde von den Gläubigern eine Vereinbarung erzielt, die 2007 mit der Ausgabe von weiteren Aktien umgesetzt wurde.
Im Zuge einer Umstrukturierung im Jahr 2013 wurde der Name der Muttergesellschaft gekürzt und lautet seit dem 31. Dezember 2013 Mostostal Zabrze S.A. Die Marke Mostostal Zabrze wurde daraufhin auch bei den Eigennamen der Tochterunternehmen eingeführt. Am 1. Juli 2018 wurden die operativen Aktivitäten im Zusammenhang mit der Umsetzung von Bauaufträgen an die Tochtergesellschaft Mostostal Zabrze Realizacje Przemysłowe S.A. übertragen, das die führende Rolle innerhalb der Unternehmensgruppe bei der Durchführung von Bau- und Montagearbeiten in der Energie- und Umweltschutzindustrie, der chemischen und petrochemischen Industrie, der Eisen- und Stahlindustrie und der Nichteisenmetallurgie sowie beim Bau von Brückenkonstruktionen übernahm. In der Muttergesellschaft verblieb das strategische, aufsichtsrechtliche und administrative Management gegenüber allen Unternehmen der Gruppe.

## Unternehmensstruktur
Mostostal Zabrze S.A. ist die Muttergesellschaft einer Unternehmensgruppe. Zur Unternehmensgruppe gehören die Tochtergesellschaften und -unternehmen:
- Mostostal Zabrze Biprohut S.A.
- Mostostal Zabrze Gliwickie Przedsiębiorstwo Budownictwa Przemysłowego S.A.
  - Przedsiębiorstwo Robót Inżynieryjnych S.A.
- Mostostal Zabrze Konstrukcje Przemysłowe S.A.
- Mostostal Zabrze Realizacje Przemysłowe S.A.

## Anteilseigner
Die Anteilseigner an der Mostostal Zabrze S.A. (Stand: 2019) sind:
| Name                   | Anteil in % |
| ---------------------- | ----------- |
| Krzysztof Jędrzejewski | 31,9        |
| Quercus TFI            | 5,1         |
| Streubesitz            | 63,0        |